# 2MASS J09532126-1014205
2MASS J09532126-1014205 ist ein etwa 20 Parsec von der Erde entfernter Brauner Zwerg im Sternbild Wasserschlange. Er wurde 2007 von Kelle L. Cruz et al. entdeckt und gehört der Spektralklasse L0 an.